# 6229 Tursachan
Tursachan (asteróide 6229) é um asteróide da cintura principal, a 2,5026972 UA. Possui uma excentricidade de 0,1869158 e um período orbital de 1 972,42 dias (5,4 anos).
Tursachan tem uma velocidade orbital média de 16,97681975 km/s e uma inclinação de 1,6471º.
Este asteróide foi descoberto em 4 de Novembro de 1983 por Brian Skiff.